# Ешланд (Илиноис)
Ешланд (енгл. Ashland) град је у америчкој савезној држави Илиноис.

## Демографија
По попису из 2010. године број становника је 1.333, што је 28 (-2,1%) становника мање него 2000. године.
| Група             | 2000.         | 2010.         |
| Белци             | 1.339 (98,4%) | 1.308 (98,1%) |
| Афроамериканци    | 2 (0,1%)      | 5 (0,4%)      |
| Азијати           | 2 (0,1%)      | 1 (0,1%)      |
| Хиспаноамериканци | 3 (0,2%)      | 7 (0,5%)      |
| Укупно            | 1.361         | 1.333         |